# 물병자리 람다
물병자리 람다(λ Aqr)는 천구 적도 근처 물병자리 방향에 보이는 항성이다. 람다의 고유명칭으로는 고대 그리스 ὕδωρ(‘물’), ἔκχυσις(‘쏟아져 나옴’)에서 나온 ‘히도르’, ‘엑키시스’가 있지만 잘 알려져 있지는 않다. 람다별의 겉보기 등급은 3.722로 맨눈으로 잘 보인다. 지구로부터의 거리는 약 390광년이다.
동양 문화권에서 이 별은 실수의 ‘누벽진’(壘壁陣, Lěi Bì Zhèn)에 속해 있다. 실수를 구성하는 별들은 물병자리 람다, 염소자리 카파, 염소자리 엡실론, 염소자리 감마, 염소자리 델타, 물병자리 요타, 시그마, 피, 물고기자리 27, 물고기자리 29, 물고기자리 33, 물고기자리 30이 있다. 람다별의 이름은 누벽진칠(壘壁陣七, Lěi Bì Zhèn qī)로 ‘누벽진의 일곱 번째 별’이라는 뜻이다.
물병자리 람다는 분광형 M2.5 III의 적색 거성이다. 람다는 반규칙 변광성으로 24.5일, 32일, 49.5일의 변광 주기를 보인다. 람다는 점근거성가지 상태에 있으며 탄소, 산소 성분의 중심핵 주위를 두른 수소와 헬륨을 태워 에너지를 생산하고 있다.